# Альвін-Бродер Альбрехт
Альвін-Бродер Альбрехт (нім. Alwin-Broder Albrecht; 18 вересня 1903, Занкт-Петер-Ордінг — 1 травня 1945, Берлін) — німецький офіцер, корветтен-капітан крігсмаріне, оберфюрер НСКК. Ад'ютант Адольфа Гітлера.

## біографія
30 березня 1922 вступив на службу в рейхсмаріне, займав різні командні посади. Після переведення офіцера зв'язку ВМФ при Гітлері фон Путткамера на нове місце служби 3 липня 1938 року був призначений на його місце в ставці Гітлера. 30 червня 1939 року Еріх Редер запропонував Альбрехту пост військово-морського аташе в Токіо, або покинути ВМФ через «небажане» одруження на початку року. Проте Альбрехт представив свою дружину Гітлеру і вона дуже сподобалася фюреру, тому 1 липня він присвоїв Альбрехту звання оберфюрера НСКК, виключив його зі складу флоту і призначив своїм особистим ад'ютантом. Історія з Альбрехтом стала однією з причин охолодження відносин між Гітлером і Редером. Працюючи під керівництвом рейхсляйтера Боулера в Особистій канцелярії фюрера, Альбрехт займався особистим листуванням Гітлера, а також питаннями будівництва та ремонту Імперської канцелярії. 1 травня 1945 року зник безвісти: востаннє його бачили в рейхсканцелярії з кулеметом напереваги.

## Сім'я
Альбрехт був зведеним братом штандартенфюрера СС Вільгельма Цандера — ад'ютанта Мартіна Бормана.

## Звання
- Фенріх-цур-зее (1 березня 1924)
- Лейтенант-цур-зее (1 жовтня 1926)
- Оберлейтенант-цур-зее (1 липня 1928)
- Капітан-лейтенант (1 червня 1934)
- Корветтен-капітан (1 листопада 1937)
- Оберфюрер НСКК (1 липня 1939)

## Нагороди
- Медаль «За вислугу років у Вермахті» 4-го, 3-го і 2-го класу (18 років)
- Німецька імперська відзнака за фізичну підготовку